# Annales (Tacite)
Pour les articles homonymes, voir Annales (homonymie).
Les Annales sont un livre écrit en latin par l'historien romain Tacite.
Ces annales couvrent la période des quatre empereurs julio-claudiens qui ont succédé au fondateur de l'Empire romain, l'empereur Auguste. La plus grande partie qui nous est parvenue couvre en particulier les règnes de Tibère et de Néron.

## Présentation générale
Les Annales sont la dernière œuvre de Tacite, et traitent de la période des empereurs de la dynastie julio-claudienne : les écrits s'étendent ainsi de la mort d'Auguste en 14 jusqu'au procès de Thrasea en 66. Les règnes de Tibère, Caligula, Claude et Néron sont donc abordés par l'auteur latin.
Les Annales sont connues des modernes par l'intermédiaire de deux manuscrits, dont le plus ancien date probablement du IXe siècle. Initialement composée de 18 livres, une partie non négligeable de l’œuvre a été perdue durant le premier millénaire. Les écrits concernant le règne de Caligula sont ainsi inconnus des modernes.
Le titre n'a probablement pas été donné par Tacite lui-même, mais proviendrait du fait qu'il décrive les évènements année par année. Le titre original serait plus probablement Ab excessu divi Augusti, « Après la mort du divin Auguste ».

## Contexte desAnnales

### Transmission des écrits
Les livres 1 à 6 sont connus grâce au manuscrit Laurentianus Mediceus plut. 68.1 conservé à Florence. Le texte est écrit en minuscule caroline, permettant aux spécialistes d'estimer sa rédaction durant le milieu du IXe siècle. Différents indices linguistiques, comme l'utilisation du terme « apud » en lieu et place de « aput », plaident en faveur d'un contexte de rédaction germanique. Le manuscrit provient ainsi probablement de l'abbaye de Fulda. Finalement, les écrits contenus dans l'ouvrage sont incomplets : une grande partie du livre 5 est manquante ainsi que le début du 6.
Les livres 11 à 16 ont été transmis grâce au manuscrit Laurentianus Mediceus plut. 68.2 conservé à Florence. Le texte est en écriture bénéventine. Les spécialistes estiment que l'ouvrage a été rédigé à l'abbaye du Mont Cassin et date probablement du milieu du XIe siècle.

## Contenu
Tacite a écrit au moins seize livres, mais les livres 7 à 10 et d'importantes parties des livres 5, 6, 11 et 16 sont perdus. Le livre 6 s'achève sur la mort de Tibère, et les livres 7 à 10 devaient développer les règnes de Caligula et de Claude. Ceux des livres suivants qui nous sont parvenus traitent la seconde moitié du règne de Claude et le règne de Néron jusqu'à sa mort, en juin 68 ou à la fin de cette même année, faisant ainsi le lien avec les Histoires. Il manque également la seconde partie du livre 16, qui s'achève sur les derniers évènements de l'année 66. On ignore si Tacite avait achevé son œuvre ou bien s'il avait terminé les autres ouvrages qu'il avait prévu d'écrire. Il meurt avant d'avoir conclu son œuvre avec l'histoire des règnes de Nerva et de Trajan ainsi que ce qu'il avait projeté d'écrire, parachever son travail d'historien, à savoir le début de l'Empire et le règne d'Auguste.
Ainsi que dans les Histoires, il maintient l'idée de la nécessité du principat fondé par Auguste. Il réaffirme qu'Auguste donne et garantit la paix après des années de guerres civiles mais il ne cache pas au lecteur la description du côté sombre des Césars. L'histoire de l'Empire se confond également avec l'apogée de la liberté politique dont jouissait l'aristocratie sénatoriale que Tacite ne manque pas de décrire comme décadente, corrompue et soumise au princeps, c'est-à-dire soumise à l'empereur. Durant le règne de Néron, un grand nombre d'ouvrages littéraires ont mis en avant le concept de exitus illustrium virorum, « la fin des hommes illustres ». Tacite, rappelle, dans les Annales tout comme dans sa Vie d'Agricola, qu'il s'oppose à ceux qui recherchent l'inutile statut de martyr en choisissant un vain suicide.

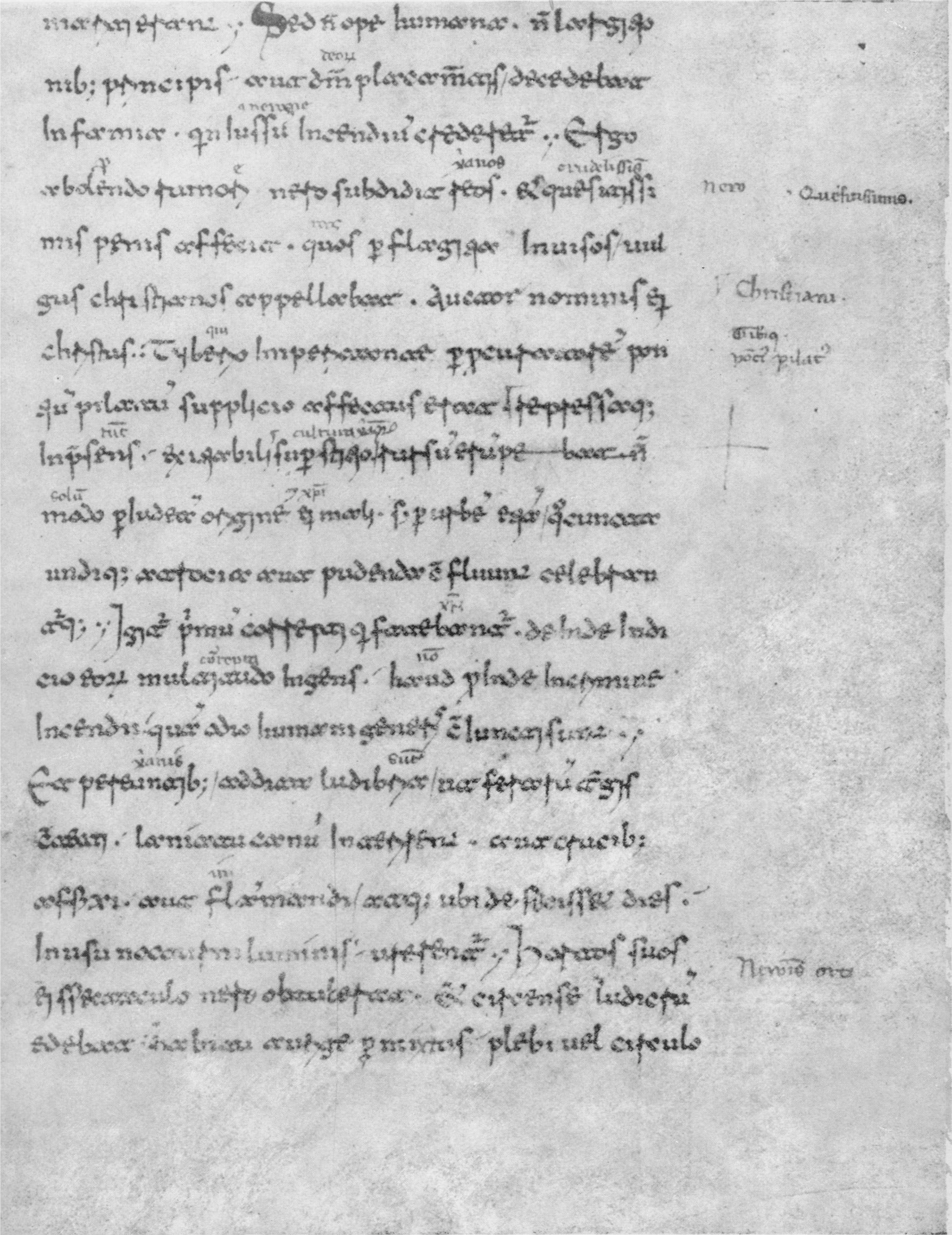
Annales 15.44 (Codex Mediceus, XIe siècle).

Contre cette morosité ambiante, une partie non corrompue de la classe politique continue malgré tout à s'investir honnêtement dans les gouvernements provinciaux et dans la conduite des armées. Cette vision tragique d'une histoire pleine d'évènements dramatiques tient une grande place dans Les Annales. Tacite nous décrit la tragédie subie par les habitants de l'Empire. Son objectif n'est pas de susciter d'intenses émotions mais il utilise des éléments tragiques pour pénétrer l'esprit des personnages afin de faire surgir à la lumière leurs passions et leurs ambiguïtés. À l'exception du côté pathologique que l'on trouve chez Néron, les passions dominantes chez les personnages sont de l'ordre du politique. Toutes les classes sociales, sans exception, souffrent des mêmes défauts : l'ambition, la soif du pouvoir, une envie féroce d'améliorer son statut social, la jalousie, l'hypocrisie et l'arrogance. À l'exception de la cupidité et de la vanité, les autres passions jouent un rôle mineur dans son œuvre.
Dans Les Annales, Tacite améliore encore son art du portrait dont il s'est si bien servi dans ses Histoires. Le portrait le mieux réussi semble être celui de Tibère, décrit de façon indirecte et que l'on découvre progressivement au fil de la narration quand les observations et les commentaires remplacent les détails. Le portrait moral supplante la description physique. Il existe également certains portraits qui tiennent du paradoxe, dont l'exemple le plus frappant est celui de Pétrone. Son charme réside dans ses contradictions apparentes. Les faiblesses dont il fait preuve dans sa vie privée sont mises en parallèle avec l'énergie et les compétences qui se manifestent dans sa vie publique. Pétrone fait face à la mort dans une démonstration de jouissance finale empreinte d'un ensemble très moderne de contrôle de soi, d'assurance et de bravoure. Tacite compare la fin de Pétrone aux stoïciens qui sont les tenants de la tradition d'un suicide théâtral. Il ne fait pas de modèle de Pétrone, mais suggère implicitement que sa grandeur d'âme est plus convaincante que les martyrs stoïciens.
Il est nécessaire de préciser que le livre 15 (précisément 15.44)  est l'une des documentations vérifiées affirmant l'existence de Jésus de Nazareth appelé Jésus-Christ par les chrétiens. Tacite parlait donc des Cérémonies expiatoires; Inculpation et supplice des chrétiens. Il précisa que sous Tibère, Jésus fut livré au supplice par le procurateur Ponce Pilate.

## Style
On admet facilement que le style dont Tacite use dans ses Annales se démarque très nettement des normes de composition et des normes grammaticales en usage chez les auteurs de la fin de la République, notamment Cicéron. Tacite parvient à une alchimie subtile pour former cette empreinte stylistique unique, faite de formes grammaticales uniques, de fréquentes ellipses (particulièrement celles qui utilisent la forme avec esse), des circonlocutions inventives et une syntaxe qui atteint les limites du champ lexical du latin de l'époque. Comparées aux Historiae, les Annales sont moins fluides, plus concises et sévères avec une nette prédilection pour les incongruités. Le manque d'harmonie des formes verbales reflète les évènements contraires et révèle les ambiguïtés du comportement humain. On y trouve également de nombreuses métaphores violentes et d'audacieuses personnifications. Il utilise fréquemment un certain style poétique qui n'est pas sans rappeler celui de Virgile, notamment quand il décrit l'arrivée de Germanicus sur le champ de bataille de la forêt de Teutoburg pour chercher les légions du général Varus anéanties de façon dramatique par Arminius, chef de la tribu germaine des Chérusques. Cela fait écho au style utilisé par Virgile quand il relate la descente d'Énée dans le monde souterrain.
Le style se modifie au fil du récit. À partir du livre 13, Tacite emprunte un style plus traditionnel, plus près des fondamentaux du style classique. L'écriture s'enrichit, s'élève, devient moins concise et utilise moins d'insinuations. Dans le choix des synonymes qu'il opère, Tacite remplace un ensemble d'expressions décoratives par davantage de modération. Le règne de Néron est traité avec moins de solennité car il est plus proche de l'époque où sont écrites ces Annales alors que Tibère était jugé plus fidèle à la vieille République. Certaines négligences dans les livres 15 et 16 laissent à penser que la version de ces livres qui nous est parvenue n'était pas la version finale mais plutôt un brouillon antérieur.